# أردوان زاخويي
أردوان زاخويي (بالكردية Erdewan Zaxoyî) وهو فنان كردي عراقي ولد أردوان زاخويي في مدينة زاخو في يوم 1 تموز - يوليو من سنة 1957 م وتوفي زاخويي في إحدى سجون بغداد في يوم 29 كانون الثاني - يناير من سنة 1986 بعدما تم اعتقاله بواسطة ابرة مسمومة من قبل الحكومة العراقية بتهمة معاداة الحكومة.